# ウラジロアカメガシワ
ウラジロアカメガシワ Mallotus paniculatus (Lam.) Muell. はトウダイグサ科の樹木。アカメガシワに似て、葉裏が白い。

## 特徴
高さ10m前後になる高木で、半落葉生。樹皮は平滑。若枝には褐色の星状毛を密生する。
葉は互生で、10-20cmの葉身に長さ10-15cmの葉柄がある。葉身は菱形状卵形で、縁はほぼ滑らかながら往々に三裂する。葉の表は無毛だが、葉柄と葉裏には密に毛があり、特に葉身の下面は銀白色の綿毛を密生するために白く見える。表面の基部に1対の腺体がある。
円錐花序を頂生する。雌雄同株で、雄性花序は6-16cm、雌性花序は5-35cmになって垂れ下がる。花序の軸も黄褐色の星状毛に覆われる。花は小さく、径が2-8mm、花弁や花盤はない。雄蘂は50-60になる。室果は3室で径12mm。種子は黒くて径3.5mm。

## 分布と生育環境
日本では石垣島と西表島に分布。台湾から中国、ビルマ、マレーシア、オーストラリアまで分布がある。パイオニア的樹木で伐採跡、焼け跡などに二次林を形成し、大群落を作ることもある。

## 類似種
アカメガシワに似るが、葉裏に毛が密生して白く見える点がはっきりと異なる。

## 利用
材は柔らかい。下駄、箱材などに用いられた。